# Krzysztof Witwiński
Krzysztof Witwiński herbu Prus III (zm. po 1605 roku) – dworzanin i rotmistrz JKM, podstoli wołyński.
Krzysztof Witwiński pochodził z linii wołyńskiej rodziny Wieczwińskich herbu Prus III, która przyjęła na początku XVI wieku nazwisko Witwiński.  
Był synem Bartosza Witwińskiego, podstolego wołyńskiego i rotmistrza JKM, wnukiem Mikołaja. 
W latach 1582–1584 król Stefan Batory nadał jemu, jako swojemu dworzaninowi i zasłużonemu rotmistrzowi, królewszczyzny Krasną Łukę i Hołowiniec w województwie kijowskim. 
W latach 1583–1599 był on podstolim wołyńskim.
Zmarł po 1605 r.
Żonaty był z Aleksandrą Bohowitynówną herbu Pelikan pochodzącą z jednej z możniejszych rodzin na Wołyniu. Była ona córką Fedora Kuteńskiego, brata Klimonta Wojnicza.